# John Treacy
John Treacy (Villierstown nabij Dungarvan, 4 juni 1957) is een voormalige Ierse atleet, die gespecialiseerd was in het langeafstandslopen. Hij tweemaal wereldkampioen veldlopen en won diverse nationale titels op verschillende lange afstanden. Hij nam viermaal deel aan de Olympische Spelen en won hierbij één zilveren medaille.

## Biografie
Zijn eerst internationale succes boekte hij in 1974, door brons te winnen op het WK veldlopen. Een jaar won hij wederom deze medaille en won hij een zilveren medaille bij de 5000 m op de Europese kampioenschappen. In 1980 maakte hij zijn olympische debuut op de Olympische Spelen van Moskou. Hij vertegenwoordigde Ierland op de 5.000 m, behaalde de finale waarbij hij genoegen moest nemen met een zevende plaats in 13.23,7.
Op de Olympische Spelen van 1984 in Los Angeles won hij een zilveren medaille op de marathon. Met een tijd van 2:09.56 eindigde hij achter de Portugees Carlos Lopes (goud; 2:09.21) en voor de Brit Charlie Spedding (brons; 2:09.58). Hierna won hij de marathon van Los Angeles (1992) en de marathon van Dublin (1993).
Naast de marathon was Treacy ook succesvol op andere afstanden. Zo won hij in 1978 en 1979 op het WK veldlopen een gouden medaille. Ook is hij houder van het Iers record op de 10 km (27.46, 2 maart 1985, Phoenix) en de 15 km op de weg (42.47, 26 juni 1988, Portland).
Momenteel werkt Treacy als voorzitter van de Irish Sports Council.

## Titels
- Wereldkampioen veldlopen - 1978, 1979
- Iers kampioen 5000 m - 1978, 1980, 1981, 1983, 1984
- Iers kampioen 10000 m - 1985, 1987

## Persoonlijke records
| Onderdeel      | Prestatie | Datum             | Plaats                    |
| -------------- | --------- | ----------------- | ------------------------- |
| 5.000 m        | 13.28,89  | 4 september 1987  | Rome                      |
| 10.000 m       | 27.48,7   | 22 augustus 1980  | Brussel                   |
| halve marathon | 1:01.00   | 24 juli 1988      | Newcastle - South Shields |
| Uurloop        | 19,625    | 19 september 1987 | Monaco                    |
| marathon       | 2:09.15   | 18 april 1988     | Boston                    |

## Palmares

### 5000 m
- 1975:  EK junioren - 14.19,2
- 1987: 13e WK - 13.41,03
- 1980: 7e OS - 13.23,7

### 10.000 m
- 1987: 26e WK - 29.22,14

### 15 km
- 1992: 8e Zevenheuvelenloop - 44.59,3

### 10 Engelse Mijl
- 1994:  Great South Run - 47.34

### halve marathon
- 1988:  Great North Run - 1:01.00

### marathon
- 1984:  OS - 2:09.56
- 1987: 14e Boston Marathon - 2:17.50
- 1988:  Boston Marathon - 2:09.15
- 1988:  New York City Marathon - 2:13.18
- 1988: DNF OS
- 1989:  Boston Marathon - 2:10.24
- 1990:  marathon van Tokio - 2:11.23
- 1991: 9e New York City Marathon - 2:15.09
- 1992:  marathon van Los Angeles - 2:12.29
- 1992: 51e OS - 2:24.11
- 1993:  marathon van Dublin - 2:14.40

### veldlopen
- 1974:  WK junioren - 21.42,4
- 1975:  WK junioren - 21.23
- 1978:  WK (lange afstand) - 39.25
- 1979:  WK (lange afstand) - 37.20
- 1980: 18e WK (lange afstand) - 37.44,7
- 1982: 47e WK (lange afstand) - 35.09,4
- 1984: 13e WK (lange afstand) - 34.01
- 1985: 5e WK (lange afstand) - 33.48
- 1986: 129e WK (lange afstand) - 37.59,3
- 1988: 127e WK (lange afstand) - 38.12